# أدوبي إكس دي
أدوبي إكس دي (بالإنجليزية:Adobe XD) هي أداة قائمة على المتجهات تم تطويرها ونشرها من قبل أدوبي لتصميم وتجربة تصميم المستخدم على الويب، لتطبيقات الويب والجوّال. البرنامج متاح لنظام ماك أو إس ومايكروسوفت ويندوز. كما أن أدوبي إكس دي يدعم تصميم الناقلات واتخاذ إطار موقع على شبكة الإنترنت ، وأيضا إنشاء نماذج تفاعلية بسيطة للنقر فوق التفاعلي.

## التاريخ
في أكتوبر 2015، في مؤتمر أدوبي ماكس، أعلنت شركة أدوبي لأول مرة أنها تقوم بتطوير أداة تصميم جديدة للواجهة تحت اسم Project Comet .
في 14 مارس 2016، تم إصدار الإصدار التجريبي لنظام ماك أو إس باسم
Adobe Experience Design CC بحيث يمكن لأي شخص يمتلك حساب أدوبي تنزيله.
وفي 13 ديسمبر 2016، تم إصدار إصدار تجريبي لنظام ويندوز 10.
وأخيرا، في 18 أكتوبر 2017 ، أعلنت شركة أدوبي أن أدوبي إكس دي سيتم إصداره تحت نسختين : نسخة تجريبية ونسخة مدفوعة .

## المزايا
يوفر أدوبي إكس دي حلاً متعدد الإمكانات لمصممي تجربة المستخدم لإنشاء تصميمات من البداية ، وإجراء تغييرات على التصميمات الحالية ، والتعاون مع أعضاء الفريق. يحتوي البرنامج على واجهة بسيطة وبديهية تسهل على المصممين إنشاء تصميماتهم وتكرارها بسرعة. يتكامل البرنامج أيضًا مع تطبيقات شركة أدوبي الأخرى ، مما يسمح للمصممين بالتنقل بسلاسة بين أدوبي إكس دي والفوتوشوب والاليستريتور.
تتمثل إحدى الميزات الرئيسية لبرنامج أدوبي إكس دي في القدرة على إنشاء نماذج أولية واختبارها. تسمح النماذج الأولية للمصممين برؤية كيفية عمل تصاميمهم وتفاعلها ، وإجراء التغييرات قبل بناء المنتج النهائي. يحتوي أدوبي إكس دي أيضًا على عدد من الأدوات لإنشاء إطارات سلكية وتصميمات ، بما في ذلك أداة القلم لرسم المسارات ، وأداة نصية لإضافة نص إلى التصميمات ، وعدد من عناصر واجهة المستخدم المعدة مسبقًا والتي يمكن تخصيصها بسهولة.
يحتوي أدوبي إكس دي أيضًا على ميزات تعاون قوية تجعل من السهل على المصممين العمل معًا. يمكن لأعضاء الفريق مشاركة التصميمات والنماذج الأولية وإجراء التغييرات في الوقت الفعلي. يحتوي البرنامج أيضًا على نظام تعليق يسمح لأعضاء الفريق بمناقشة ومراجعة التصميمات.

## الأنظمة التي يعمل عليها
يتوفر أدوبي إكس دي لكل من نظام تشغيل ماك وويندوز ، وهناك تطبيق جوال لأجهزة آي أو إس وأندرويد. يتوفر البرنامج من خلال الاشتراك في Adobe Creative Cloud ، والذي يتضمن الوصول إلى جميع تطبيقات شركة ادوبي ، بما في ذلك الفوتشوب و الاليستريتور والمزيد.

## البرامج البديلة
- برنامج فيجما (Figma): برنامج تصميم تجربة مستخدم قائم على السحابة مع ميزات تعاون في الوقت الفعلي.
- برنامج سكتش (Sketch): محرر رسومات متجه لمصممي تجربة المستخدم، والذي يوفر مجموعة واسعة من أدوات التصميم والمكونات الإضافية.
- برنامج ان فيجن ستوديو (InVision Studio): نظام أساسي لتصميم المنتجات الرقمية يوفر الرسوم المتحركة والنماذج الأولية وأدوات التعاون.
- برنامج مارفل (Marvel): نظام أساسي لتصميم تطبيقات الويب والجوال يوفر ميزات التعاون والنماذج الأولية.

## وصلات خارجية
- الموقع الرسمي